# Harry Potter (prequela)
A prequela de Harry Potter, também conhecido como "A História dos Marotos", é um conto de 800 palavras, sem título, escrito pela mesma autora da série de livros Harry Potter, J.K. Rowling, em 2008. O conto fez parte de um evento de leilão de caridade, para o qual arrecadou £25.000 (libras). A curta história narra uma aventura vivida por Sirius Black e Tiago Potter, que acontece antes dos eventos da série Harry Potter.

## Antecedentes
Em 11 de junho de 2008, a livraria britânica Waterstones realizou um evento de caridade chamado "What's Your Story?" ("Qual é a Sua História?", em tradução livre). Treze autores, incluindo Rowling, foram convidados a escrever histórias num papel A5 para leilão com rendimentos que foram para as organizações English PEN e Dyslexia Action. O papel de Rowling foi vendido por £25.000 (libras) a "Hira Digpal", presidente da empresa de consultoria de investimentos bancarios japonesa Red-33. O total arrecadado com a venda de todas os treze papeis foi de £47.150 (libras).

## Sinopse
Dois policiais trouxas perseguem uma moto em excesso de velocidade até um beco sem saída, encurralando seus pilotos: Sirius Black e Tiago Potter. Quando os policiais confrontam a dupla, três homens descem voando pelo beco em vassouras. Tiago e Sirius magicamente suspendem o carro dos policiais, fazendo as vassouras colidirem com ele. Como os policiais fogem de medo, Sirius e Tiago retornam a moto, que voa para longe.
Rowling conclui a história com as palavras: "A partir da prequela em que eu "não" estou trabalhando - mas que foi divertida".